# Battaglia di Rafah
La battaglia di Rafah (conosciuta anche come battaglia di Raphia o Rafia) fu una battaglia combattuta nel 217 a.C. tra l'Egitto tolemaico e l'impero seleucide per il controllo della Palestina, nei pressi della odierna città di Rafah (a sud dell'attuale Gaza). La battaglia fu forse quella che vide coinvolto il maggior numero di elefanti da guerra nella storia, almeno 175 divisi tra i due fronti, stando alla testimonianza di Polibio. Tuttavia, nonostante il maggior numero e la maggior mole degli elefanti asiatici impiegati da Antioco III rispetto ai più piccoli e meno numerosi  elefanti nordafricani del lagide, l'esito della battaglia volse alla fine a favore di quest'ultimo. La sconfitta costò ad Antioco il controllo della Celesiria, che fu incorporata dal Regno di Tolomeo IV.

## Antefatto
Dopo la morte di Alessandro Magno nel 323 a.C. il suo grande impero si frantumò a causa delle lotte interne tra i suoi generali, i diadochi, che si spartirono i territori conquistati dal re macedone. Dopo più di quaranta anni di guerre, passate alla storia come guerre dei Diadochi, emersero alcuni grandi stati che furono successivamente detti regni ellenistici.
Tra questi i più forti militarmente e i più organizzati, grazie al fatto di aver ereditato una già solida struttura statale data dai sovrani precedenti, furono l'impero seleucide, fondato da Seleuco nei possedimenti orientali dell'Impero macedone, e l'Egitto tolemaico, all'epoca della battaglia retto dalla dinastia macedone dei Lagidi, che Tolomeo I si era ritagliato in Egitto, difendendolo dalle pretese degli avversari.
Tra Tolomei e Seleucidi i conflitti furono frequenti, in particolare per stabilire le reciproche sfere d'influenza nell'area palestinese, tradizionale punto di scontro tra l'Egitto tolemaico e i potentati mediorientali fin dall'età del bronzo. Quando nel 223 il sovrano seleucide Seleuco III fu assassinato, salì sul trono il figlio del fratello, Antioco III, il quale aveva solo 17 anni. Tolomeo IV, approfittando della complicata situazione dinastica del suo avversario, invase la Palestina, sperando di poter scacciare finalmente i seleucidi da quest'area. Tuttavia Antioco III, nonostante la giovane età, s'insedio stabilmente sul trono e, dopo aver parzialmente risolto una non facile situazione in Oriente, mosse con l'esercitò verso la Palestina, con il chiaro obiettivo di riconquistarla.

## Forze in campo
| Antioco III                          | Antioco III                                                                        |
| ------------------------------------ | ---------------------------------------------------------------------------------- |
|                                      |                                                                                    |
| Antioco III testa diademata a destra | Elefante a destra, ΒΑΣΙΛΕΩΣ ΑΝΤΙΟΧΟΥ (basileos antiochū) e monogramma a destra MHI |
| Dracma                               |                                                                                    |

L'esercito di Antioco III poteva contare sulle forze seguenti: Teodoto Etolo a capo di 10 000 macedoni, Antipatro con 4 000 cavalieri e Temisone con i restanti 2 000, Nicarco e Teodoto Emiolio a capo dei 20 000 falangiti, il medo Aspasiano con i 5 000 mercenari dall'Asia interiore, Zabdibelo e 10 000 mercenari arabi, Ippoloco e 5 000 mercenari greci - a cui facevano capo anche i 1 500 cretesi di Euriloco, i 1 000 neocretesi di Zelide di Gortina, i 500 lanceri lidi e i 1 000 cardici del gallo Lisimaco -, Bittaco e quasi 5 000 mercenari dai, carmani e cilici, a cui vanno aggiunti 60 elefanti asiatici comandati da Filippo e i restanti 42 affidati a Miisco.
L'esercito di Tolomeo contava invece su: Socrate e i suoi peltasti, Echecrate a capo della cavalleria e di altre forze mercenarie galliche e traciche, Fossida a capo dei mercenari greci, doppie forze falangite egizie e macedoni, Policrate a capo della cavalleria, cui si aggiunge l'apporto di 73 elefanti da guerra nordafricani.

## Manovre precedenti lo scontro
| Tolomeo IV                          | Tolomeo IV       |
| ----------------------------------- | ---------------- |
|                                     |                  |
| Tolomeo IV testa diademata a destra | Octadracma aurea |

Antioco, dopo aver fatto riposare l'esercito a Gaza, si accampò a dieci stadi di distanza dall'accampamento nemico, nelle vicinanze di Rafah, senza incontrare resistenza. Così decise, dopo aver saputo dai suoi esploratori che Tolomeo IV era a pochi chilometri dalla sua posizione. Pochi giorni dopo volle accorciare ulteriormente la distanza, approssimandosi di altri cinque stadi alla posizione nemica. Allo stesso modo fece Tolomeo che, dopo aver raccolto le truppe a Pelusio, avanzò superando il monte Casio e i Baratri, una regione priva d'acqua, per poi accamparsi dopo cinque giorni a centocinquanta stadi da Rafah. I due accampamenti erano così vicini, in questo modo, che non di rado avvennero scaramucce e scontri tra i due eserciti prima della battaglia.

## Schieramento
Antioco schierò il suo esercito con il consolidato modello macedone: la falange al centro delle linee di battaglia con i fianchi coperti dalle truppe di fanteria leggera e da unità mercenarie greche e celtiche, mentre sulle ali schierò la cavalleria pesante (al comando di Temisone, sulla sinistra, e Antipatro, sulla destra).
Tolomeo invece si schierò con le sue truppe sul lato sinistro, fronteggiando in questo modo Antioco, che era sul lato destro della sua armata. Alla sinistra pose la cavalleria comandata da Policrate, alla destra della quale si disponeva la cavalleria cretese e la guardia regia ai suoi ordini, poi i peltasti di Socrate e i libi. Sul lato destro Tolomeo aveva posto la cavalleria comandata da Echecrate, a sinistra della quale trovavano posto i traci e i galli, vicini ai greci di Fossida che sfioravano la falange egizia. Entrambi schierarono i propri elefanti da guerra in avanti, disposti sulle due ali, di fronte alla propria cavalleria.

## Scontro

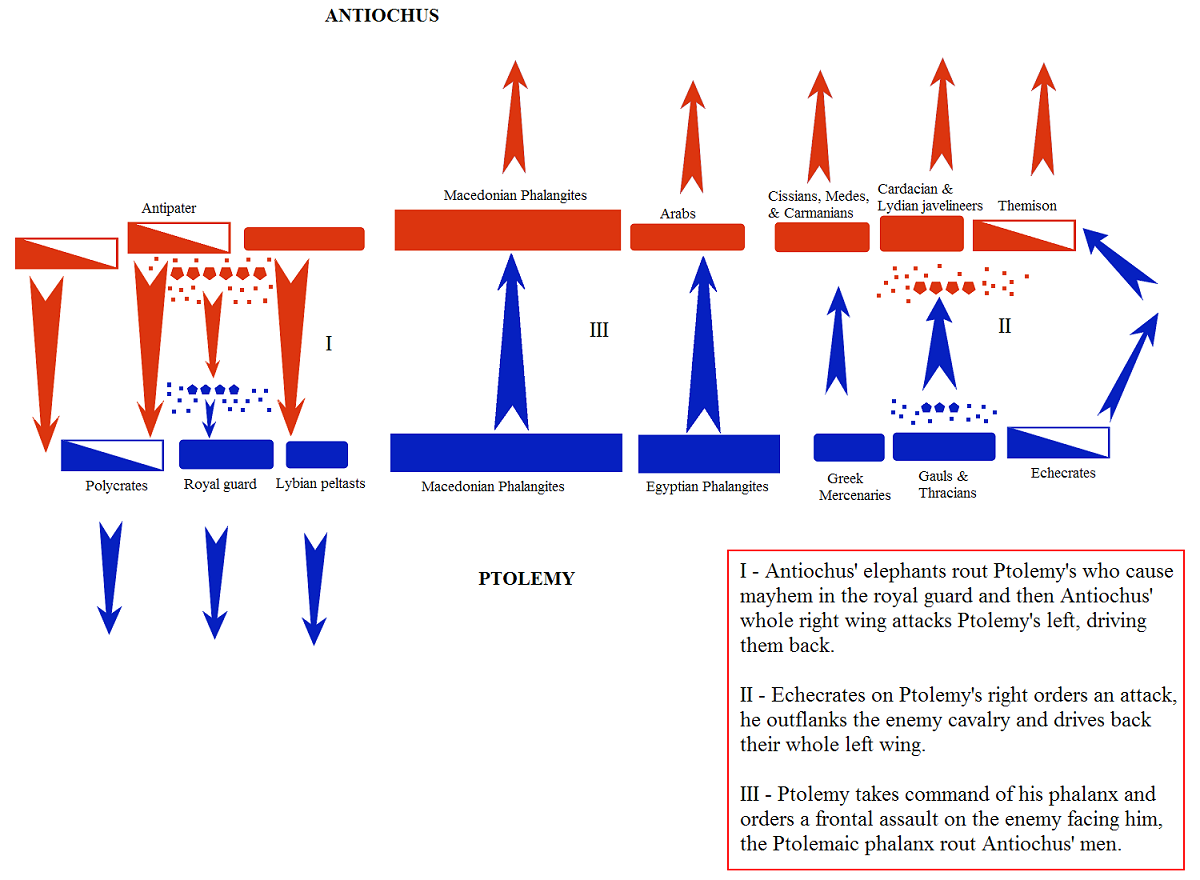
Schieramento e fasi della battaglia.

Le prime fasi della battaglia furono a favore dei Seleucidi: Antioco III, infatti, lanciò con decisione i suoi elefanti sul fianco destro: i pachidermi seleucidi, del tipo indiano e, quindi, più robusti, ebbero la meglio su quelli tolemaici, dell'estinto tipo nordafricano e più piccoli, e riuscirono a mandare in rotta sia gli elefanti che i reparti di arcieri ausiliari che li accompagnavano. Mentre Antioco avvolgeva a destra degli elefanti la cavalleria di Policrate, la rotta degli elefanti coinvolse anche i peltasti di Socrate e la cavalleria egizia, costringendo lo stesso Tolomeo ad un precipitoso arretramento.
Sul fianco destro la situazione volse, invece, a favore degli egizi: sebbene gli elefanti da guerra, spaventati dal frastuono, si rifiutassero di muoversi, un deciso attacco della fanteria mercenaria di Fossida, combinata con le forze di Echecrate, mise in fuga i reparti a cavallo seleucidi di fronte, che su quell'ala erano composti in prevalenza da truppe di origine mesopotamica (arabi e medi). Anche la cavalleria tolemaica sul lato destro si mosse e, dopo essere riuscita ad evitare i propri elefanti, ancora bloccati dalla paura, colpì, con movimento aggirante, sul fianco della cavalleria seleucide mettendola in seria difficoltà. A questo punto l'ala sinistra di Antioco appariva in fuga, mentre quella destra aveva prevalso. Le uniche forze intatte erano le falangi, non ancora venute allo scontro. Prive della protezione dei reparti ausiliari sui fianchi, entrambe le falangi mossero, una contro l'altra, verso il centro del campo di battaglia.
Tolomeo, che si era ritirato dopo la rotta del fianco sinistro, ricomparve ordinando a Sosibio e Andromaco di abbassare le sarisse e avanzare. Una parte della falange seleucide comandata da Nicarco non resistette all'assalto dei falangiti egizi e si ritirò, mentre ancora le truppe scelte seleucidi riuscivano a resistere. Antioco (dopo aver seguito la propria cavalleria all'inseguimento di quella nemica, e non essere riuscito a rientrare nelle proprie file in tempo per lo scontro decisivo) credeva dalla sua posizione che, come per il fianco destro, tutto lo schieramento fosse vittorioso e si limitò, diversamente da Tolomeo che guidava l'attacco della falange, a incoraggiare i fuggitivi trascurando il centro della formazione. Quando si decise ad accorrere con la guardia a cavallo la situazione era già compromessa.
Lo scontro delle falangi fu lungo e sanguinoso, ma la falange tolemaica, leggermente più forte numericamente e incitata dalla presenza del proprio re Tolomeo, iniziò a prendere, a poco a poco, il sopravvento. I seleucidi, privi del conforto del loro re dapprima vacillarono, poi cominciarono a perdere terreno, infine, temendo di essere massacrati, volsero in fuga.

## Conseguenze
Per Antioco lo scontro si risolse in una rotta, mentre per Tolomeo il trionfo gli consegnò, seppur per breve tempo, il controllo dell'area palestinese. Nondimeno questa supremazia fu di breve durata: Antioco III, sconfitto e ucciso un usurpatore (il cugino Acheo che era insorto proclamandosi a sua volta re di Siria) e sottomesse definitivamente le instabili provincie orientali, riprenderà l'iniziativa, questa volta con l'appellativo di Grande, forte anche di un esercito più numeroso e motivato. Di fronte a sé trovò, in quell'occasione, un re-bambino, Tolomeo V, che sconfisse agevolmente a Panio nel 201 a.C., riprendendosi ciò che anni prima aveva perduto a Rafia.